# Терера бушменська
Тере́ра бушменська (Spizocorys sclateri) — вид горобцеподібних птахів родини жайворонкових (Alaudidae). Мешкає в Намібії і ПАР. Вид названий на честь британського орнітолога Філіпа Склейтера.

## Опис
Довжина птаха становить 14 см, з яких від 3,9 до 4,5 см припадає на хвіст. Довжина дзьоба становить 1,3-1,55 см. Виду не притаманний статевий диморфізм. Над очима білуваті "брови", через очі проходять темні смуги. Під очима невелика чорна краплеподібна пляма, за очима темна пляма у формі півмісяця. Скроні темно-коричневі. Підборіддя і горло білі, іноді з коричновою плямою. Груди і верхня частина живота світло-рудувато-коричневі, груди поцятковані вузькими коричневими смужками. Решта нижньої частини тіла білувата. Махові і стернові пера коричневі, крайні стернові пера мають білі кінчики.

## Поширення і екологія
Бушменські терери мешкають на півдні Намібії та на заході Південно-Африканської Республіки. Під час сезону розмноження зустрічаються поодинці або парами, в негніздовий період можуть утворювати невеликі зграйки. Бушменські терери живуть в кам'янистих напівпустелях, подекуди порослих чагарниками. Живляться насінням і комахами. Сезон розмноження триває з серпня по грудень, в кладці 1-2 яйця. Інкубаційний період триває 11-13 днів, пташенята покидають гніздо через 10-14 днів після вилуплення.